# 尹善道
尹 善道（ユン・ソンド、朝鮮語:윤선도、1587年6月22日 - 1671年6月11日）は、李氏朝鮮の詩人、歌人、文臣、政治家、性理学者。第1次礼訟論争における南人の強硬派の1人である。本貫は海南尹氏。字は約而、号は孤山・海翁、諡号は忠憲。

## 人物
漢城府出身。独学で苦学し、1612年に進士試験に及第した。光海君に上訴したことで、咸鏡北道に流刑となる。 1623年の仁祖反正で光海君が失脚することで赦免された。1628年に科挙に及第し、仁祖の王太子鳳林大君の王子師傅（教育係）となり、曹参議や同副承旨などを歴任したが政争に嫌気がさし、官職を辞して帰郷した。丙子の乱では招集に遅れ、咸鏡北道に1年間流刑となる。1649年に即位した孝宗に招聘されたが、1660年に西人らによって排斥され、咸鏡南道に流刑となる。1665年に顕宗に赦免されし、全羅南道南海の孤島甫吉島に楽書斎と名づけた書斎を築き、余生を過ごした。
時調の代表作に『山中新曲』、『続山中新曲』、『漁夫四時詞』などがある。

## 著作
- 『孤山先生遺稿』
- 『別集』
- 『薬和剤』
- 『癬瘡薬』
- 『蛔虫薬』
- 『咳嗽薬』
- 『腹虐神方』
- 『牛疫神方』
- 『五仙酒方』